# 阿部玲子
阿部 玲子（あべ れいこ、1983年10月9日 - ）は、日本の女性声優。神奈川県出身。

## 経歴
声優を目指したきっかけは、「魔法少女になりたい」、「その世界の中に入りこめたらいいな」と思っていたことである。小さい頃からアニメが好きで、そのアニメの中で登場する魔法に憧れ、「私も使ってみたい」と思っており、テレビアニメ『スレイヤーズ』のリナ＝インバースが好きだったという。母が宝塚歌劇団が好きで、その影響で芝居を見ていたため、芝居に興味があったんだと語る。宝塚の芝居では魔法少女になって魔法が使えず、声優を目指すようになったという。当初は、「私が声優になりたい」と家族に伝えていたが、「え、本当？」と軽く流す感じで、信じてもらえなかったという。声優雑誌を読んで勉強したり、オーディションを受けたいって言ったりしていた阿部を見て、声優への夢が本気だってわかってくれたようだったという。元々「自分の好きなことをやりなさい」と言ってくれる親だったため、反対もされず応援してくれたという。
代々木アニメーション学院、RAMS Professional Education（1期生）卒業。アニメロ、Pallet、Baby POPなどのアイドルユニットを中心に活動していた。2009年10月までラムズに所属していた。フリーの活動を経て11月28日にEARLY WINGに所属。

## 人物
趣味・特技は写真を撮る、作詞、歌、イラスト、ヘアアレンジ、野球観戦。声優ではなかったら魔法少女に憧れる前は、漫画家になりたい夢を持っていたという。2014年時点では演じていたキャラクターを描いたりしているという。

## 出演

### テレビアニメ
2006年
- Strawberry Panic（水島紀子、一年生B、同級生C、女生徒B）

2010年
- 薄桜鬼

2013年
- 世界でいちばん強くなりたい!（MC、SDの司会者）

### OVA
- チャレンジ1年生（2013年、じかんわりさん）

### ゲーム
2005年
- ショコラ 〜maid cafe "curio"〜（桜井真子） - PS2版

2006年
- ブルーブラスター（パトリシア＝マクギネア）

2007年
- Que 〜エンシェントリーフの妖精〜（新堂ゆみか）

2009年
- いつかこの手が穢れる時に -SPECTRAL FORCE LEGACY-（メイミー）

2010年
- アガレスト戦記2
- 二世の契り（白羽あや）

2011年
- 魔界戦記ディスガイア4
- 二世の契り 想い出の先へ（白羽あや）

2012年
- ガールフレンド（仮）（李春燕）

2013年
- アイログ（シェヘラザード）
- 必殺仕事人〜お仕置きコレクション〜（海原瑠夏）
- うぃあか（リオーテ・スィーニ）

2015年
- 輝星のリベリオン（マタハリ、テミストクレス）
- ぷよぷよ!!クエスト（2015年 - 2018年、リリン、スフィンクス、キューマ）
- モンスター娘のいる日常オンライン（ソフィア、舞、ルベロ）

2020年
- デスティニーチャイルド（ギルティネ）
- Death end re;Quest2（ピック・ホリー）

### 吹き替え
- 王朝の陰謀 判事ディーと天空のドラゴン（2021年、小碗〈ドン・ジンル〉[13]）

### ムービーコミック
- 王子様のつくりかた デジタルコミック（2006年、モコ）
- 熱いぞ!猫ヶ谷!!（2010年、日向歩智子）

### ドラマCD
2006年
- エミル・クロニクル・オンライン は〜とふるMAP（トリスティア）

2007年
- 告白CD（野々宮歩）

2010年
- アニメ「薄桜鬼」キャラクターCD 幕末花風抄 沖田総司（子供）

### サンプリングCD
- 魔女っ子DISCO（2011年）

### ラジオ
2005年
- キャン番娘のきゃらめるKISS（BSQRインターネットラジオ：1月 - 3月）
- 井上喜久子のキャラメルタウン（BSQR489：？ - 2006年3月27日）
- 井上喜久子のキャラメルハイツ（文化放送・BSQR489：？ - 2006年3月26日）
- 福井裕佳梨・阿部玲子のお・や・す・み good sleep（アニスタ.TV：1月 - 9月）
- Palletのカラフル☆Pallet（BSQRインターネットラジオ：4月 -）
- すずのcafe curio（アニスタ.TV：5月 - 7月）
- RADIOアニメロミックス（文化放送・東海ラジオ・朝日放送：10月 - 2006年10月）

時期不明
- サイキックラバーのアニカンRADIO
- 代アニ学院Presents大紀・玲子のドリゲッチュ
- BPSへようこそ（アニスタ.TV）

### ナレーション
- 毎日新聞 ポッドキャスト エンタメ情報

### テレビ番組
2004年
- アキハバラ情報局（アニマックス：6月 - 2005年12月）
- アキハバラ情報局EX（アニスタ.TV：8月 - 2005年12月）

2005年
- Dream Factory（キッズステーション：10月 - 2008年3月）

2006年
- アニメぱらだいす!（キッズステーション：4月 - 2010年3月）※ アニぱら特派員

2008年
- 全力坂（テレビ朝日：10月、11月）

2011年
- アイドル動鑑 声ドル篇（BSフジ：3月27日）

### オリジナルビデオ
- 月のパズル（レイコ）

### 舞台
- 進戯団夢命クラシックス#10 project傀儡「ku-gu-tu/カイライ」（新宿シアターモリエール：2010年12月22日 - 26日、リーフ）
- 無礼講into the room（2017年1月）

## ディスコグラフィ

### その他参加楽曲
| 発売日         | 商品名                                                 | 歌 | 楽曲 | 備考                                                  |
| -------------- | ------------------------------------------------------ | --- | --- | ----------------------------------------------------- |
| 2004年10月22日 | キャラメル!ポリスアカデミー キャラクターソングアルバム | 井上喜久子、依田恵理子、阿部玲子、三好りえ、近藤佳奈子                                                      | 「1×1=?心」 | ラジオドラマ『キャラメル!ポリスアカデミー』関連曲     |
| 2004年10月22日 | キャラメル!ポリスアカデミー キャラクターソングアルバム | 井上喜久子、岩田光央、依田恵理子、阿部玲子、三好りえ、近藤佳奈子                                            | 「Sweet,Cool and Power of Love」 | ラジオドラマ『キャラメル!ポリスアカデミー』関連曲     |
| 2004年10月22日 | キャラメル!ポリスアカデミー キャラクターソングアルバム | 依田恵理子、阿部玲子、三好りえ、近藤佳奈子                                                                  | 「キャラメルアカデミー校歌」 | ラジオドラマ『キャラメル!ポリスアカデミー』関連曲     |
| 2005年12月28日 | エガオヲミセテ                                         | 阿部玲子、宮崎羽衣、近江知永                                                                                | 「エガオヲミセテ」 「Love Prisoner」 | ラジオ『RADIOアニメロミックス』関連曲                 |
| 2006年8月30日  | ミキサー×マジック                                      | 阿部玲子、宮崎羽衣、近江知永                                                                                | 「Dream Girls」 「Canvas☆」 「Brightness」 「私とあなたの60秒間」 | ラジオ『RADIOアニメロミックス』関連曲                 |
| 2010年11月7日  | ☆Twinkle☆Girls☆                                        | ☆Twinkle☆Girls☆                                                                                             | 「☆Twinkle☆Girls☆」 | ゲーム『コープスパーティー Book of Shadows』挿入歌    |
| 2010年11月7日  | ☆Twinkle☆Girls☆                                        | ☆Twinkle☆Girls☆                                                                                             | 「YAKUSOKU」 |                                                       |
| 2007年11月22日 | Pray For Happiness                                     | 野川さくら、宮崎羽衣、YOFFY & IMAJO、酒井香奈子、井ノ上奈々、近江知永、庄子裕衣、阿部玲子、三好麻美、山村響 | 「Pray For Happiness」 | ライブイベント『RAMS LIVE FESTIVAL 2007』テーマソング |
| 2007年11月22日 | Pray For Happiness                                     | 野川さくら、宮崎羽衣、YOFFY & IMAJO、酒井香奈子、井ノ上奈々、近江知永、庄子裕衣、阿部玲子、三好麻美、山村響 | 「Pray For Happiness（Acoustic Ver.）」 |                                                       |
| 2013年4月17日  | いつも口ずさんでた歌を合唱でカヴァーしてみた           | フェイバリットソング合唱団                                                                                  | 「フェイバリットソング合唱団のテーマ 」 「CMソングメドレー」 「あなたに」 「キセキ」 「情熱の薔薇」 「空も飛べるはず」 「未来予想図II」 「M」 「フェイバリットソング合唱団エンディング」 |                                                       |

### その他ライブ映像
- RAMS LIVE FESTIVAL 2007（2008年3月12日）

### ユニットメンバー
1. ↑  阿部玲子、井澤詩織、笠原あきら、喜多村英梨、桑門そら、水野愛日、山本綾、内田愛美
2. ↑  秋元瑞貴、阿部玲子、石垣奈津美、石川詩乃、内田愛美、大木美和、加藤祐梨、北澤綾香、黒木美咲、雑賀優、坂口愛佳、紗上唄菜、坂本麻美、阪本智美、桜木アミサ、笹本菜津枝、篠永百合、瀬川恵理、竹内麻沙美、谷邊由美、田村奈央、辻綾乃、富永佳恵、中牟田理恵、中村温姫、沼裕華、中芝文香、萩乃水城、濱谷夏帆、三上梨絵、森島亜梨紗、吉田紗和子、羅弘美